# 中村由季
中村 由季（なかむら ゆうき、1989年12月18日 - ）は、元レモングラス所属のジュニアアイドル。

## ビデオ
- Innocent(2000)心光社(堀内梨弥子、田中美音)SCDV-10004
- 平成少女図鑑、金銀財宝社、SHO-003
- うれし恥ずかし課外授業、アスカインターナショナル(堀内梨弥子、池田舞、田中美音、田島麻美、高久那蔦)
- With Me小さな妖精Vol.1、氏言葉、SKE-001
- いっしょに……ねっ！、日本メディアサプライ、CLR-4001
- yuuki14Looking for the dream、プティアミジャパン、AAD-1017
- 14さいメイキングDVD、(堀内梨弥子、山野みどり)、FOR-001
- 清純いもうと倶楽部Vol.02、(尾崎理花、二瓶絵里加)、IMOS-002
- マイフェアガールズVol.1、レモングラス、MFG-001

## 写真集
- 純真(2000年6月30日)、心光社、ISBN 4-88302-488-1
- LemonTime、レモングラス、(高久那蔦、山野みどり、尾崎理花、滝ももこ)ISBN 4-902537-02-8
- 小さな妖精、氏言葉、(堀内梨弥子)ISBN 4-902537-00-1
- yuuki14Looking for the dream、プティアミジャパン、ISBN 4-901546-29-5
- 14歳のメモリアル(2004年5月20日)英知出版社(堀内梨弥子、山野みどり)ISBN 4-89986-424-8

## 雑誌
- 清純系Vol.2(2002年1月)ISBN 4-86056-996-2
- チューボーVol.5(2005年2月7日)ISBN 4-87724-634-7
- キラメキTeen's Girl お兄ちゃんとデート　雑誌コード：02877-04
- ジュニアアイドルみるく倶楽部　雑誌コード：13964-07